# Dante Rigo
Dante Rigo, né le 11 décembre 1998 à Tremelo en Belgique, est un footballeur belge qui joue au poste de milieu de terrain.

## Biographie

### En club

#### Jeunesse, formation et débuts professionnels avec le PSV Eindhoven
Passé par le Lierse SK, Dante Rigo rejoint très jeune le centre de formation du PSV Eindhoven, en 2017. Il intègre les équipes de jeunes jusqu'à jouer pour l'équipe réserve. Le 30 septembre 2017, Rigo fait sa première apparition avec le groupe professionnel, lors d'une rencontre d'Eredivisie face à Willem II. Il entre en jeu à la place de Jorrit Hendrix ce jour-là, et le PSV s'impose sur le score de quatre buts à zéro. Lors de cette saison 2017-2018, il obtient son premier trophée, en étant sacré champion des Pays-Bas.

##### Prêts au Sparta et à l'ADO (2019-2020)
En manque de temps de jeu du côté du PSV, Dante Rigo se voit prêté au Sparta Rotterdam lors du mercato estival 2019, pour l'intégralité de la saison 2019-2020.
Le 31 août 2020, Rigo est cette fois-ci prêté à l'ADO La Haye. Il y retrouve notamment Aleksandar Ranković, entraîneur adjoint du Sparta Rotterdam lors de son passage dans le club et qui occupe alors le poste d'entraîneur principal de l'ADO La Haye.

#### Beerschot VA (2022-2023)
Le 4 janvier 2022, Dante Rigo quitte définitivement le PSV Eindhoven, quinze ans après avoir rejoint le club, et s'engage avec le club belge du K Beerschot VA pour un contrat courant jusqu'à la fin de la saison, plus une saison supplémentaire en option.

#### Grenoble Foot 38 (depuis 2023)
Libre de tout contrat après son départ de Beerschot, Dante Rigo s'engage librement le 26 juin 2023 avec le Grenoble Foot 38 où il paraphe un contrat courant jusqu'en juin 2026. Après le premier match de préparation en vue de la saison 2023-2024, Vincent Hognon, son entraîneur, le juge comme "un joueur très technique, intelligent, capable d’être agressif même s’il n’est pas très physique". Il s'interroge tout de même sur son manque de force et sa capacité à s'adapter à des adversaires autres que ceux affrontés en D2 belge. Ces interrogations ne dureront pas, le milieu défensif belge s'imposant dans le onze grenoblois, participant à 37 rencontres de Ligue 2, étant titularisé à 33 reprises.

### En sélections nationales
Avec les moins de 17 ans, il participe au championnat d'Europe des moins de 17 ans en 2015. Lors de cette compétition organisée en Bulgarie, il joue quatre matchs. La Belgique s'incline en demi-finale face à l'équipe de France, après une séance de tirs au but.
Il dispute ensuite quelques mois plus tard la Coupe du monde des moins de 17 ans qui se déroule au Chili. Lors du mondial junior, il est titulaire et joue sept matchs. Il se met en évidence lors de cette compétition en inscrivant trois buts : tout d'abord contre le Honduras en phase de poule, puis lors du quart de finale remporté face au Costa Rica, et enfin lors de la demi-finale perdue face au Mali. Il délivre également une passe décisive contre la Corée du Sud en huitièmes. La Belgique se classe troisième du mondial, en prenant le dessus sur le Mexique lors de la petite finale.
Avec les moins de 19 ans, il délivre une passe décisive contre l'équipe d'Angleterre en septembre 2016, lors de sa première sélection dans cette catégorie d'âge. La Belgique s'impose sur le score de 1-0 lors de ce match amical. Il inscrit ensuite un but contre l'équipe de Suède en mars 2017. La Belgique s'impose sur le score de 1-2 dans ce match comptant pour les éliminatoires du championnat d'Europe des moins de 19 ans 2017.
Dante Rigo reçoit sa première sélection avec l'équipe de Belgique espoirs le 6 septembre 2019, face au Pays de Galles. Il est titulaire ce jour-là, et son équipe s'incline sur le score de un but à zéro.

## Palmarès

### En club
|  |  | PSV Eindhoven - Championnat des Pays-Bas (1) : - Champion : 2018 |

### En sélections nationales
|  |  | Belgique -17 ans - Coupe du monde -17 ans : - Troisième : 2015 |